# Elionor de Castella (reina consort d'Anglaterra)
Elionor de Castella (1241 - Harby, Nottinghamshire, 28 de novembre de 1290) fou una infanta de Castella per naixement i reina d'Anglaterra per matrimoni amb Eduard I.

## Biografia
Elionor va ser la segona dels tres fills nascuts del segon matrimoni de Ferran III de Castella amb Joana de Dammartin, comtessa de Ponthieu. El 18 d'octubre de 1254, en el monestir de Santa María de Las Huelgas es va casar amb el príncep Eduard d'Anglaterra, futur rei Eduard I. La intenció original d'aquest matrimoni era segellar la pau entre Enric III d'Anglaterra —pare d'Eduard— i Alfons X el Savi —mig germà d'Elionor—, per la possessió de la Gascunya, en litigi des que la filla d'Enric II, Elionor d'Anglaterra, la portà en dot en casar-se amb Alfons VIII el 1177. El rei anglès va exigir el matrimoni entre Elionor i Eduard com a prova de sincera voluntat d'acabar amb la guerra.
El 1270 va acompanyar al seu marit a la Novena Croada. Elionor i el seu marit Eduard es trobaven encara a Terra Santa quan, a la mort del seu pare Enric III el 16 de novembre de 1272, varen ser proclamats rei i reina d'Anglaterra. No obstant això, la coronació es va fer quan van tornar de les Croades. En Terra Santa, Elionor va ser una companya lleial, fins al punt que, segons la llegenda, va arribar a salvar la vida del seu marit succionant el verí d'un escurçó que havia mossegat a Eduard. Va acompanyar-lo no només a les Croades sinó també en la conquesta de Gal·les, donant a llum al menor dels seus quinze fills, Eduard (futur Eduard II), al castell de Caernarfon, en el mateix centre de Gal·les. La devoció entre la parella un vers l'altre sembla que va ser major que la de tots dos vers els seus descendents; de fet, els seus fills van acabar sent criats per les seves àvies, Elionor de Provença i Joana de Dammartin. La mort del seu segon fill, Enric el 1274 a Guilford no va ser dolorosa per als seus pares, que no van assistir al seu funeral, malgrat el curt camí que hi havia entre Londres i Guilford.
Elionor va morir el 1290 a Herdeby i fou sepultada a l'abadia de Westminster. En el camí de Harby a Westminster, el monarca va ordenar que en cada parada de la reial comitiva s'erigís una creu commemorativa. Van alçar-se dotze d'aquestes creus, de les quals es conserven tres d'elles. Són les conegudes com a Creus d'Elionor.

## Matrimoni i descendència
Del seu matrimoni amb el rei Eduard I d'Anglaterra van néixer quinze fills:
- Una filla (Bordeus, França, ca. 1255).
- Catalina (França, 17 de juny de 1264 - ibidem, 5 de setembre de 1264).
- Joana (Abbeville, França, gener de 1265 - ibidem, 7 de setembre de 1265).
- Joan (castell de Windsor, 13 de juliol de 1266 - Castell de Wallingford, 3 d'agost de 1271).
- Enric (Castell de Windsor, 6 de maig de 1268 - Castell de Guildford, 14 d'octubre de 1274).
- Elionor (Castell de Windsor, 18 de juny de 1269 - Gant, 29 d'agost de 1297), casada primer amb Alfons el Franc (en un matrimoni per poders, mai consumat per la mort del nuvi abans de les noces), i després amb Enric III, comte de Bar.
- Juliana Catalina (Palestina, ca. 1271 - ibidem, 5 de setembre de 1271).
- Joana (Acre, Palestina, primavera de 1272 - Clare, Suffolk, 7 d'abril de 1307), casada primer amb Gilbert de Clare, comte de Gloucester i Hertford. En enviduar el 1295, el seu pare va pretendre casar-la amb Amadeu V de Savoia, però ella s'havia casat en secret (1297), amb Ralph de Monthermer, servent del seu primer espòs.
- Alfons (Baiona, Gascunya, França, 24 de novembre de 1273 - Castell de Windsor, 19 d'agost de 1284), comte de Chester.
- Margarida (Castell de Windsor, 15 de març de 1275 - Brussel·les, Bèlgica, març de 1333), casada amb Joan II, duc de Brabant.
- Berenguela (Kempton, Middlesex, 1 de maig de 1276 - 27 de juny de 1278).
- Una filla (Palau de Westminster, desembre de 1277 - ibidem, gener de 1278).
- Maria (Palau de Windsor, 11 de març de 1279 - Abadia d'Amesbury, Wiltshire, 29 de maig de 1332), monja el 1291, abadessa d'Amesbury.
- Isabel (Castell de Rhuddlan, Carnarvon, 7 d'agost de 1282 - Quendon, Essex, 5 de maig de 1316), casada primer amb Joan I d'Holanda, comte de Frísia Occidental, i després amb Humphrey de Bohun, comte de Hereford i Essex.
- Eduard (Castell de Caernarvon, 25 d'abril de 1284 - assassinat al castell de Berkeley, 21 de setembre de 1327), successor del seu pare en el tron.